# Provincia Chubut

Localizarea provinciei în Argentina

Provincia Chubut (spaniolă Provincia del Chubut) este una dintre provinciile Argentinei, localizată în partea sudică, și are ieșire la Oceanul Atlantic. Capitala provinciei este orașul Rawson.